# 江庄镇
江庄镇，是中华人民共和国江苏省徐州市贾汪区下辖的一个乡镇级行政单位。

## 行政区划
江庄镇下辖以下地区：
杏沃村、铙钹村、独山村、关口村、江庄村、大路村、马安村、高村、周埠村、竹元村和大南庄村。